# Obserwatorium Lazurowego Wybrzeża

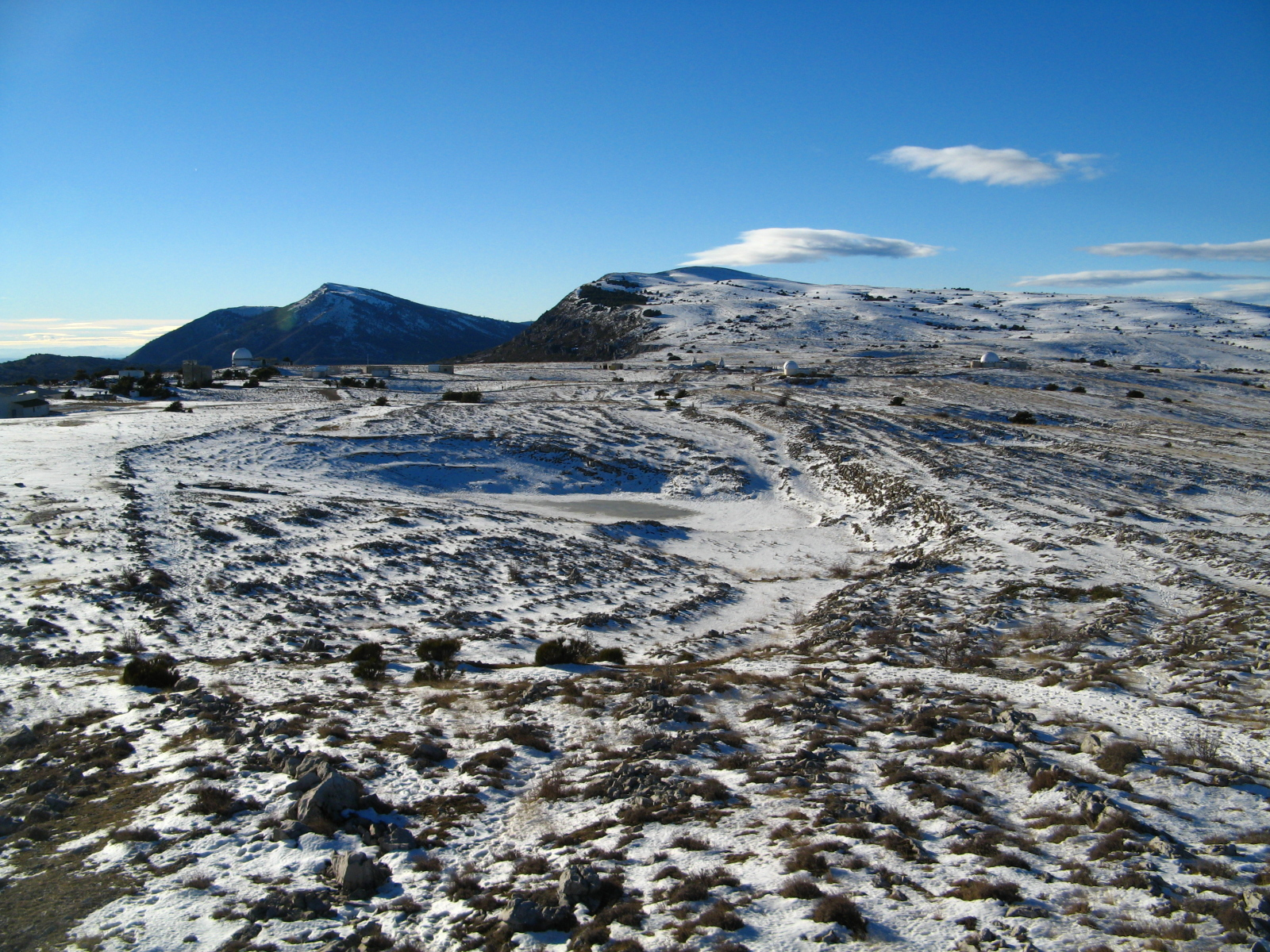
Śnieżne obserwatorium na Lazurowym Wybrzeżu, na płaskowyżu Calern w styczniu

Obserwatorium Lazurowego Wybrzeża (Observatoire de la Côte d'Azur, OCA) zostało utworzone w 1988 w wyniku połączenia dwóch obserwatoriów:
- Observatoire de Nice
- CERGA (Centre d'études et de recherches géodynamiques et astronomiques)

Współrzędne geograficzne:
- długość geograficzna: 7° 18' 6" E
- szerokość geograficzna: 43° 43' 24" N